# Altica texana
Altica texana är en skalbaggsart som beskrevs av Schaeffer 1906. Altica texana ingår i släktet Altica och familjen bladbaggar. Inga underarter finns listade i Catalogue of Life.